# Daroca de Rioja
Daroca de Rioja è un comune spagnolo di 61 abitanti situato nella comunità autonoma di La Rioja.